# Штитари (Беране)
Штитари је насеље у општини Беране у Црној Гори. Према попису из 2003. било је 282 становника (према попису из 1991. било је 372 становника).

## Демографија
У насељу Штитари живи 220 пунолетних становника, а просечна старост становништва износи 38,0 година (37,6 код мушкараца и 38,5 код жена). У насељу има 80 домаћинстава, а просечан број чланова по домаћинству је 3,53.
Становништво у овом насељу је мешовито и Срби чине већину.
|  |

| Демографија | Демографија | Демографија |
| Година      | Становника  | Становника  |
| ----------- | ----------- | ----------- |
|             |             |             |
|             |             |             |
|             |             |             |
|             |             |             |
| 1948.       | 416         |             |
| 1953.       | 499         |             |
| 1961.       | 504         |             |
| 1971.       | 388         |             |
| 1981.       | 330         |             |
| 1991.       | 372         | 372         |
| 2003.       | 288         | 282         |
|             |             |             |

| Етнички састав према попису из 2003.‍ | Етнички састав према попису из 2003.‍ | Етнички састав према попису из 2003.‍ | Етнички састав према попису из 2003.‍ | Етнички састав према попису из 2003.‍ |
| ------------------------------------ | ------------------------------------ | ------------------------------------ | ------------------------------------ | ------------------------------------ |
|                                      |                                      |                                      |                                      |                                      |
| Срби                                 | Срби                                 |                                      | 159                                  | 56,38%                               |
| Црногорци                            | Црногорци                            |                                      | 118                                  | 41,84%                               |
| непознато                            | непознато                            |                                      | 0                                    | 0,0%                                 |

| Година пописа     | 1948. | 1953. | 1961. | 1971. | 1981. | 1991. | 2003. |
| ----------------- | ----- | ----- | ----- | ----- | ----- | ----- | ----- |
| Број домаћинстава | 82    | 92    | 87    | 76    | 71    | 95    | 82    |

| Број чланова      | 1  | 2  | 3  | 4 | 5 | 6 | 7 | 8 | 9 | 10 и више | Просек |
| ----------------- | -- | -- | -- | - | - | - | - | - | - | --------- | ------ |
| Број домаћинстава | 80 | 19 | 21 | 5 | 9 | 8 | 9 | 3 | 3 | 1         | 2      |

| Пол    | Укупно | Неожењен/Неудата | Ожењен/Удата | Удовац/Удовица | Разведен/Разведена | Непознато |
| ------ | ------ | ---------------- | ------------ | -------------- | ------------------ | --------- |
| Мушки  | 121    | 54               | 62           | 2              | 2                  | 1         |
| Женски | 110    | 30               | 62           | 18             | 0                  | 0         |
| УКУПНО | 231    | 84               | 124          | 20             | 2                  | 1         |

| Пол    | Укупно                    | Пољопривреда, лов и шумарство | Рибарство                            | Вађење руде и камена | Прерађивачка индустрија       |
| ------ | ------------------------- | ----------------------------- | ------------------------------------ | -------------------- | ----------------------------- |
| Мушки  | 49                        | 15                            | 0                                    | 1                    | 6                             |
| Женски | 11                        | 1                             | 0                                    | 0                    | 1                             |
| УКУПНО | 60                        | 16                            | 0                                    | 1                    | 7                             |
| Пол    | Производња и снабдевање   | Грађевинарство                | Трговина                             | Хотели и ресторани   | Саобраћај, складиштење и везе |
| Мушки  | 1                         | 4                             | 0                                    | 1                    | 4                             |
| Женски | 1                         | 0                             | 3                                    | 1                    | 0                             |
| УКУПНО | 2                         | 4                             | 3                                    | 2                    | 4                             |
| Пол    | Финансијско посредовање   | Некретнине                    | Државна управа и одбрана             | Образовање           | Здравствени и социјални рад   |
| Мушки  | 0                         | 0                             | 11                                   | 3                    | 0                             |
| Женски | 0                         | 0                             | 0                                    | 3                    | 0                             |
| УКУПНО | 0                         | 0                             | 11                                   | 6                    | 0                             |
| Пол    | Остале услужне активности | Приватна домаћинства          | Екстериторијалне организације и тела | Непознато            | Непознато                     |
| Мушки  | 1                         | 0                             | 0                                    | 2                    | 2                             |
| Женски | 1                         | 0                             | 0                                    | 0                    | 0                             |
| УКУПНО | 2                         | 0                             | 0                                    | 2                    | 2                             |